# Günter Bieling
Günter Bieling (geboren 2. Mai 1921 in Hannover; gestorben 2008) war ein deutscher Maler, Theatermaler und Grafiker.

## Leben
Günter Bieling studierte an der Werkkunstschule Hannover. Während des Zweiten Weltkrieges diente er als Soldat und wurde als solcher bis in die Nachkriegszeit in einem Kriegsgefangenenlager interniert.
Ab 1946 wirkte Bieling in Hannover als freier Maler und Grafiker. In den Folgejahren schuf er unter anderem Bilder, die die durch die Luftangriffe auf Hannover stark zerstörte spätere niedersächsische Landeshauptstadt mit ihren Ruinen und Baugerüsten des Wiederaufbaus thematisierten. Zwei seiner in Mischtechnik entstandenen Werke mit den Titeln Hauptbahnhof und Wo Meyers wohnten wurden später Teil des Sammlungen des Historischen Museums Hannover.
Ab 1971 bis 1986 arbeitete Bieling als Theatermaler in den Werkstätten der Niedersächsischen Staatstheater.
In seinem letzten Lebensabschnitt war Günter Bieling wieder als freischaffender Künstler tätig. Er wohnte zeitweilig im Haus Bödekerstraße 40.

## Bekannte Werke (Auswahl)
- Im Besitz des Historischen Museums Hannover:
  - 1948: Hauptbahnhof, Mischtechnik 80 × 60 cm[1]
  - 1949: Wo Meyers wohnten, Mischtechnik 80 × 60 cm[1]

## Ausstellungen
Günter Bielings Arbeiten wurden auf zahlreichen Gruppen- und Einzelausstellungen gezeigt, darunter
- 1953: Dritte Deutsche Kunstausstellung, Dresden[3]